# Tir Pol
Tir Pol es una ciudad de Afganistán. Pertenece a la provincia de Herat. Su población es de 7.196 habitantes (2007).
Su ubicación geográfica está en las coordenadas 34° 35′ 43″ N y 61° 16′ 1″ E. Está a 768 m s. n. m.